# Súper Copa de Costa Rica
Die Súper Copa de Costa Rica ist der Supercup des costa-ricanischen Fußball. Sie wird vom Ligaverband UNAFUT im Auftrag der FEDEFUTBOL (costa-ricanischer Fußballverband) organisiert.

## Geschichte
Mehrere Jahre lang gab es Bestrebungen, einen Pokalwettbewerb einführen, nachdem es einen solchen in früheren Jahren bereits mit Erst- und Zweitligisten gegeben hatte. Jedoch verliefen die Planungen immer wieder ins Nichts, nicht zuletzt mangels Sponsoren.
Da der nationale Fußballverband, FEDEFUTBOL es nicht schaffte einen Pokalwettbewerb ins Leben zu rufen, beschlossen die Mitglieder der UNAFUT Anfang 2012 schließlich nun immer kurz vor Saisonbeginn einen Supercup auszuspielen, um den costa-ricanischen Fußball für die Fans attraktiver zu gestalten. Am 6. Juni 2012 wurde die Austragung des Supercups offiziell auf der Vollversammlung der UNAFUT verabschiedet.
Als 2013 ein offizieller nationaler Pokalwettbewerb mit Vereinen aus der ersten und zweiten Spielklasse ins Leben gerufen wurde, beschloss man, den Supercup vorübergehend auf Eis zu legen. Da in der Primera División zwei Meister pro Spielzeit gekürt werden, jedoch nur ein Pokalwettbewerb stattfindet, würde einer der beiden Meister bevorzugt werden.
Sollte es in Zukunft nur einen Meister in der ersten Liga, oder zwei Pokalturniere pro Jahr geben, würde der Supercup wieder ausgetragen werden.

## Teilnehmer
Im bisher einzigen Spiel um den Supercup im Jahr 2012 trafen die beiden Meister der vergangenen Spielzeit (Invierno und Verano) aufeinander, da zu diesem Zeitpunkt kein nationaler Pokalwettbewerb bestand.

## Austragungsmodus
Die beiden Teilnehmer, der Meister des Inviernos und des Veranos der abgelaufenen Spielzeit, treten in einem einzigen Spiel im Nationalstadion Costa Ricas, dem Estadio Nacional de Costa Rica, gegeneinander an. Der Sieger bekommt den costa-ricanischen Supercup.

## Auflagen

### 2012
Die Súper Copa de Costa Rica 2012 ist die erste Auflage des costa-ricanischen Supercups. Die beiden Meister der Spielzeit 2011/12 der Primera División de Costa Rica, LD Alajuelense (Invierno 2011) und CS Herediano (Verano 2012), treten im Estadio Nacional de Costa Rica gegeneinander an.
| Paarung        | CS Herediano – LD Alajuelense |
| Ergebnis       | 0:2 |
| Datum          | 22. Juli 2012 |
| Stadion        | Estadio Nacional de Costa Rica, San José |
| Zuschauer      | ca. 27.000 |
| Schiedsrichter | Rafael Vega |
| Tore           | 0:1 Kevin Sancho (9.) 0:2 Elías Palma (58.) |
| CS Herediano   | Leonel Moreira, Derrick Johnson, Cristian Montero, Esteban Ramírez, José Miguel Cubero, Pablo Salazar, Víctor Núñez, Waylon Francis, Yendrick Ruiz, José Sánchez, Mauricio Núñez Cheftrainer: Óscar Ramírez   |
| LD Alajuelense | Patrick Pemberton, José Salvatierra, Elías Palma, Jhonny Acosta, Cristopher Meneses, Cristian Oviedo, Kevin Sancho, Allen Guevara, Luis Miguel Valle, Anderson Andrade, Pablo Gabas Cheftrainer: Odir Jacques |